# FC Slovan Liberec
El FC Slovan Liberec és un club de futbol txec de la ciutat de Liberec.

## Història
Evolució del nom:
- 1945: SK Cechie Liberec
- 1953: DSO Slavoj Liberec
- 1958: fusió amb TJ Jiskra SS Liberec esdevenint TJ Slovan Liberec
- 1980: TJ Slovan Elitex Liberec
- 1993: FC Slovan Liberec
- 1993: FC Slovan WSK Liberec
- 1994: FC Slovan WSK Vratislav Liberec
- 1995: FC Slovan Liberec

## Palmarès
- Lliga txeca de futbol: 2002, 2006, 2012